# 布蘭肯堡湖

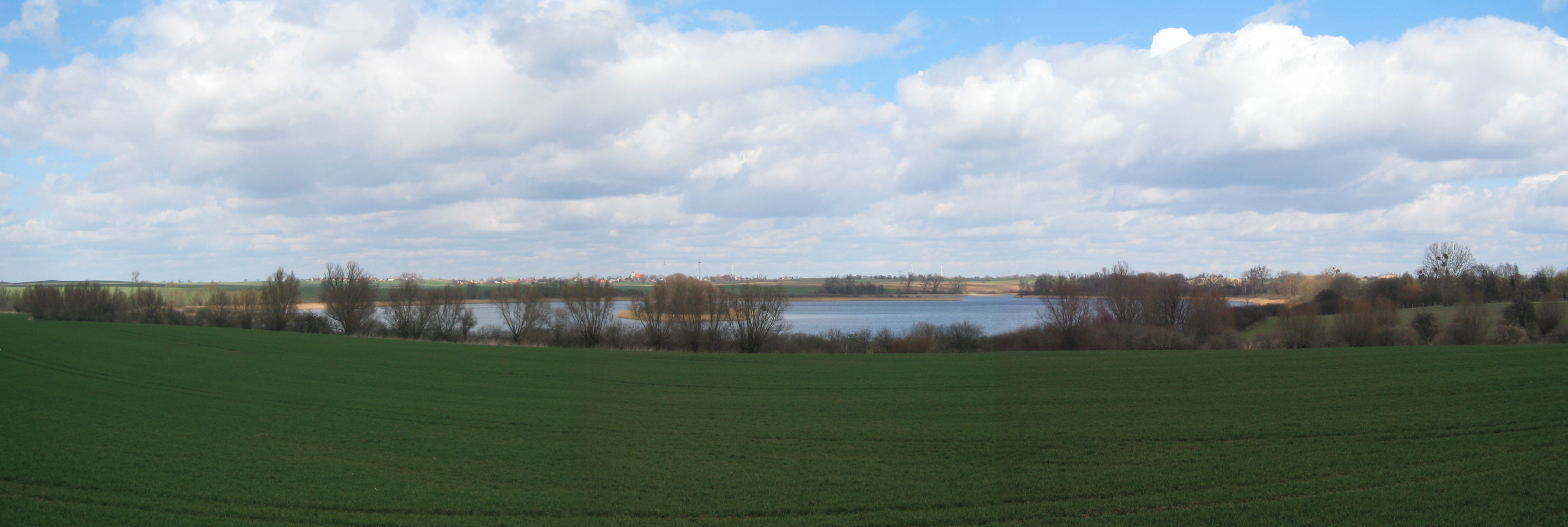

53°13′34″N 13°55′52″E / 53.22611°N 13.93111°E
布蘭肯堡湖（德語：Blankenburger See），是德國的湖泊，位於該國東北部，由勃蘭登堡州負責管轄，長1.4公里、寬0.6公里，面積0.52平方公里，最大水深13米，湖岸線長度4公里，水體容量291萬立方米。